# Augustin Dumay
Augustin Dumay (Parijs, 17 januari 1949) is een Frans violist en dirigent.

## Biografie
Dumay werd geboren in een familie van muzikanten. Reeds op de leeftijd van 10 volgde hij les aan het Conservatoire national supérieur de musique et de danse de Paris. Na ontvangst van de gouden medaille volgde hij gedurende vijf jaar privélessen, waaronder bij Arthur Grumiaux in Brussel.
Op 14-jarige leeftijd gaf hij concerten op Septembre musical, het klassiek muziekfestival van Montreux, waarbij hij de aandacht trok van de violisten Henryk Szeryng en Joseph Szigeti die hem begeleidden. Zijn internationale carrière begon in 1979 na een solo in een concert, waar eveneens Yo-Yo Ma soleerde, onder leiding van dirigent Herbert von Karajan in Parijs. Daarna maakte hij een briljante solocarrière, waardoor hij kon optreden met de beste orkesten en de beroemdste dirigenten. Dumay was ook regelmatig actief in een trio met pianiste Maria João Pires en cellist Jiang Wang. Hij heeft talloze platenprijzen ontvangen en heeft deelgenomen aan talrijke festivals, waaronder Montreux, Bath, Berlijn, Luzern, Aix en Provence, Leipzig en het Lincoln Center New York.
Parallel aan zijn carrière als violist, maakte hij het eveneens als dirigent. Van september 2003 tot januari 2014 regisseerde Dumay het Orchestre royal de chambre de Wallonie. Hij bleef er als eerste gastdirigent tot 2015 actief.
Hij is ook een van de promotor-hoogleraren aan de Muziekkapel Koningin Elisabeth in Brussel. Daar worden jonge professionele musici intensief voorbereid op hun carrière. Onder meer Yossif Ivanov, Lorenzo Gatto en Maria Milstein behoorden tot zijn leerlingen. Elk jaar worden ook de finalisten van de Koningin Elisabethwedstrijd begeleid en voorbereid. Van 2002 tot 2005 was hij artistiek directeur van het muziekfestival van Menton. In 2008 werd hij officieel de eerste gastdirigent van het Kansai Philharmonic Orchestra (Osaka). Tot 2012 was hij muzikaal directeur van het Orquestra Metropolitana de Lisboa te Lissabon. Hij is een regelmatig gastdirigent van het English Chamber Orchestra, het New Jersey Symphony Orchestra en het Sinfonia Varsovia.
De filmmaker Gérard Corbiau (Le Maître de musique, Farinelli) maakte een portretfilm, Augustin Dumay, laisser une trace dans le cœur. Erkenning kreeg hij met prijzen als de Edison Music Award, de Grammy Award of de Victoires de la musique.
- Bibsys: 1070808
- Bibliothèque nationale de France: cb138934955 (data)
- CiNii: DA10850533
- Gemeinsame Normdatei: 124972098
- International Standard Name Identifier: 0000 0001 1473 3238
- Library of Congress Control Number: n78077560
- MusicBrainz: 63387805-c7e7-428c-bf86-5033720e6d17
- Nationale Bibliotheek van Tsjechië: xx0106373
- Nationale Bibliotheek van Israël: 987007429541805171
- SNAC: w6tt82h4
- Système universitaire de documentation: 080565654
- Virtual International Authority File: 59269317
- WorldCat: E39PBJyhfxDTHtccqMcd33gYfq